# بيل هارتيغان
بيل هارتيغان هو سياسي أسترالي، ولد في 9 نوفمبر 1934. نشط حزبياً في الحزب الليبرالي الأسترالي. وقد انتخب عضو المجلس التشريعي الفيكتوري ‏.